# 哈伯德湖 (密歇根州阿爾科納縣)
哈伯德湖（英語：Hubbard Lake）是位於美國密歇根州阿爾科納縣的一個普查規定居民點。

## 人口
根據2020年美國人口普查的數據，哈伯德湖的面積為58.41平方千米，當中陸地面積為22.63平方千米，而水域面積為35.78平方千米。當地共有人口857人，而人口密度為每平方千米14.67人。